# تجاوز جنسی در دوران اشغال ژاپن
تجاوزهای جنسی در طول اشغال ژاپن، تجاوز جنسی در جنگ بود که در زمان اشغال ژاپن توسط متفقین جنگ جهانی دوم انجام شد. نیروهای متفقین در طول نبرد اوکیناوا در ماه‌های آخر جنگ اقیانوس آرام و پس از آن اشغال ژاپن، مرتکب تجاوز به عنف شدند. متفقین ژاپن را تا سال ۱۹۵۲ پس از پایان جنگ جهانی دوم اشغال کردند و استان اوکیناوا تا دو دهه پس از آن تحت حاکمیت ایالات متحده باقی ماند. برآوردها دربارهٔ وقوع خشونت جنسی توسط نیروهای نظامی اشغالگر متفقین به‌طور قابل توجهی متفاوت است.

## زمینه
تا سال ۱۹۴۵، نیروهای آمریکایی وارد منطقه‌ای با جمعیت غیرنظامی ژاپنی شده و آن را اشغال کردند. در ۱۹ فوریه ۱۹۴۵، نیروهای آمریکایی در ایوو جیما و در ۱ آوریل ۱۹۴۵ در اوکیناوا مستقر شدند. در اوت ۱۹۴۵، ژاپن تسلیم شد و نیروهای اشغالگر متفقین در جزایر اصلی فرود آمدند و اشغال رسمی ژاپن را آغاز کردند. اشغال متفقین در بیشتر مناطق ژاپن در ۲۸ آوریل ۱۹۵۲ پایان یافت، اما در اوکیناوا تا ۱۵ می ۱۹۷۲ طول کشید، زمانی که مفاد قرارداد سان‌فرانسیسکو اجرایی شد.
در طول جنگ اقیانوس آرام، دولت ژاپن به‌طور مکرر پروپاگاندا منتشر و ادعا می‌کرد که اگر کشور شکست بخورد، زنان ژاپنی توسط سربازان متفقین مورد تجاوز و قتل قرار می‌گیرند. دولت از این ادعا برای توجیه دستورها به سربازان و غیرنظامیان در مناطقی که توسط نیروهای متفقین برای مبارزه تا سرحد مرگ یا خودکشی مورد تهاجم قرار گرفته بودند، استفاده کرد. 

## نبرد اوکیناوا
به گفته کالوین سیمز از نیویورک تایمز: «در مورد جنایاتی که مردم اوکیناوا هم به دست آمریکایی‌ها و هم ژاپنی‌ها در یکی از مرگبارترین نبردهای جنگ متحمل شدند، مطالب زیادی نوشته شده و بحث شده‌است. بیش از ۲۰۰۰۰۰ سرباز و غیرنظامی از جمله یک سوم جمعیت اوکیناوا کشته شدند. 

### تجاوزهای نظامی آمریکا
هیچ مدرک مستندی وجود ندارد که نشان دهد تجاوز دسته جمعی توسط نیروهای متفقین جنگ جهانی دوم در طول جنگ اقیانوس آرام انجام شده‌است. با این حال، شهادت‌های معتبر متعددی وجود دارد که ادعا می‌کند تعداد زیادی تجاوز توسط نیروهای آمریکایی در طول نبرد اوکیناوا در سال ۱۹۴۵ انجام شده‌است 
اوشیرو ماسایاسو ، مورخ اوکیناوایی (مدیر سابق آرشیو تاریخی استان اوکیناوا) می‌نویسد:
بلافاصله پس از فرود تفنگداران دریایی آمریکا، تمام زنان روستاهای شبه جزیره موتوبو به دست سربازان آمریکایی افتادند. در آن زمان در روستا فقط زن و بچه و سالخورده حضور داشتند، چون همه جوانان برای جنگ بسیج شده بودند. بلافاصله پس از فرود، تفنگداران دریایی کل روستا را «پاکسازی» کردند اما هیچ نشانه ای از نیروهای ژاپنی پیدا نکردند. آنها با استفاده از موقعیت، در روز روشن شروع به «شکار زنان» کردند و کسانی که در روستا یا پناهگاه‌های  مجاور پنهان شده بودند، یکی یکی بیرون کشیده شدند. به گفته توشیوکی تاناکا، ۷۶ مورد تجاوز به عنف یا قتل در طول پنج سال اول اشغال اوکیناوا توسط آمریکا گزارش شده‌است. با این حال، او ادعا می‌کند که احتمالاً این رقم واقعی نیست، زیرا اکثر موارد گزارش نشده بودند. 
پیتر شریورز این نکته را قابل توجه می‌داند که برای خطر تجاوز به عنف سربازان آمریکایی کافی بود زن آسیایی به نظر می‌رسید، به عنوان مثال برای برخی از زنان آسایشگر کره‌ای که ژاپنی‌ها به زور آنها را به جزیره آورده بودند، این مسئله اتفاق افتاد.  «بسیاری از زنان» به طرز وحشیانه‌ای مورد تجاوز قرار گرفتند. 
در راهپیمایی به سمت جنوب، مردان نیروی دریایی چهارم از کنار گروهی متشکل از ۱۰ سرباز آمریکایی که در یک دایره تنگ در کنار جاده جمع شده بودند، گذشتند. سرجوخه گفت: آنها تاس بازی می‌کنند. تفنگدار دریایی شوکه شده گفت: «سپس وقتی از کنار آنها رد شدیم، دیدم آنها به نوبت به یک زن شرقی تجاوز می‌کنند.» من خشمگین بودم، اما راهپیمایی ما ادامه یافت کرد انگار هیچ اتفاق غیرعادی نیفتاده است. اگرچه گزارش‌های ژاپنی در مورد تجاوز جنسی در آن زمان به دلیل کمبود سوابق نادیده گرفته می‌شد، طبق تخمین یکی از مورخان اوکیناوا، ممکن است حدود ۱۰۰۰۰ زن در اوکیناوا مورد تجاوز قرار گرفته باشند.  ادعا شده‌است که تجاوز جنسی به قدری شایع بود که اکثر اهالی اوکیناوا با بالای ۶۵ سال سن در حدود سال ۲۰۰۰ یا این وقایع را درخاطر داشتند و یا می‌دانستند و یا دربارهٔ زنی شنیده بودند که پس از جنگ مورد تجاوز قرار گرفته بود. مقامات نظامی تجاوزهای دسته جمعی را رد کردند و همه کهنه‌سربازان بازمانده درخواست نیویورک تایمز برای مصاحبه را رد کردند. 
استاد مطالعات شرق آسیا و کارشناس اوکیناوا، استیو رابسون، گفت: «من روایت‌های زیادی از این گونه تجاوزها را در روزنامه‌ها و کتاب‌های اوکیناوا خوانده‌ام، اما تعداد کمی از مردم در مورد آنها می‌دانند یا مایل به صحبت در مورد آنها هستند.»  کتاب‌ها، خاطرات روزانه، مقالات و اسناد دیگر به تجاوز جنسی توسط سربازان آمریکایی با نژادها و پیشینه‌های مختلف اشاره دارند. ماسایی ایشیهارا، استاد جامعه‌شناسی، از این موضوع حمایت می‌کند: «فراموشی تاریخی زیادی وجود دارد، بسیاری از مردم نمی‌خواهند آنچه را که واقعاً اتفاق افتاده‌است تصدیق کنند». 
توضیحی که در مورد اینکه چرا ارتش ایالات متحده سابقه هیچ گونه تجاوز جنسی را نداشته‌است، بسیار اندک است - در صورت وجود - زنان اوکیناوا، بیشتر به دلیل ترس و خجالت، سوء استفاده را گزارش کردند. مورخان معتقدند کسانی که آنها را گزارش کرده‌اند توسط پلیس نظامی ایالات متحده نادیده گرفته شده‌اند. تلاش در مقیاس وسیع برای تعیین میزان چنین جنایاتی نیز هرگز درخواست نشده‌است. بیش از پنج دهه پس از پایان جنگ، زنانی که تصور می‌شد مورد تجاوز جنسی قرار گرفته‌اند، هنوز از دادن بیانیه عمومی خودداری می‌کنند، دوستان، مورخان محلی و استادان دانشگاه که با زنان صحبت کرده‌اند، در عوض گفته‌اند که ترجیح می‌دهند در مورد آن به‌طور علنی بحث نکنند. به گزارش سخنگوی پلیس ناگو، اوکیناوا: «زنان قربانی شرمساری بیش از حدی هستند که آن را علنی کنند». 
جورج فیفر در کتاب تنوزان: نبرد اوکیناوا و بمب اتمی اشاره کرد که تا سال ۱۹۴۶ کمتر از ۱۰ مورد تجاوز جنسی در اوکیناوا گزارش شده بود. او توضیح می‌دهد: «این اتفاق تا حدی به خاطر شرم و رسوایی و تا اندازه‌ای به این دلیل بود که آمریکایی‌ها پیروز و اشغالگر بودند».  فیفر ادعا کرد: «در کل احتمالاً هزاران حادثه وجود داشته‌است، اما سکوت قربانیان، تجاوز را یکی دیگر از رازهای کثیف کارزار نگه داشته‌است».  بسیاری از مردم تعجب کردند که چرا تعداد نوزادان اجتناب ناپذیر آمریکایی-اوکیناوا که بسیاری از زنان باید به دنیا می‌آمدند، هرگز آشکار نشد. در مصاحبه‌ها، مورخان و بزرگان اوکیناوا گفتند که برخی از زنان اوکیناوا که مورد تجاوز جنسی قرار گرفتند، بچه‌های دو نژادی به دنیا آوردند، اما بسیاری از آنها فوراً کشته شدند یا از شرم، انزجار یا ضربه‌های ترسناک رها شدند. با این حال، اغلب قربانیان تجاوز جنسی با کمک ماماهای روستایی سقط جنین می‌کردند. 

#### حادثه قتل کاتسویاما
بر اساس مصاحبه‌هایی که نیویورک تایمز در سال ۲۰۰۰ آن را منتشر کرد، چندین سالمند از روستای اوکیناوا اعتراف کردند که پس از پیروزی ایالات متحده در نبرد اوکیناوا، سه تفنگدار آمریکایی آفریقایی‌تبار مسلح هر هفته به روستا می‌آمدند. روستاییان به زور به جمع‌آوری تمام زنان محلی پرداختند، که سپس به تپه‌ها برده شده و مورد تجاوز جنسی قرار گرفتند. مقاله به عمق موضوع می‌رود و ادعا می‌کند که داستان روستاییان - درست یا غلط - بخشی از یک "راز تاریک و دیرینه" است که افشای آن "توجه مجدد بر آنچه مورخان می‌گویند یکی از نادیده گرفته شده‌ترین جنایات جنگ است": "تجاوز گسترده به زنان اوکیناوا توسط سربازان آمریکایی".
زمانی که تفنگداران دریایی شروع به انجام تجاوز هفتگی خود می‌کردند طبق گزارش‌ها، روستاییان مرد را کشتند و به دلیل ترس از انتقام مردان دهکده اجساد را در غار مجاور پنهان کردند که در سال ۱۹۹۷ این راز برملاشد،  از زمان قتل، این غار به عنوان کورومبو گاما شناخته می‌شود که به عنوان «غار سیاهان» یا اصطلاح کمتر رایج «غار سیاه» ترجمه می‌شود.

#### سکوت در مورد تجاوز جنسی
تقریباً همه قربانیان تجاوز در مورد آنچه برای آنها اتفاق افتاده بود، سکوت کردند، که کمک کرد تجاوزها به عنوان «راز کثیف» کمپین اوکیناوا باقی بماند.  دلایل اصلی سکوت زنان و تعداد کم گزارش‌های تجاوز جنسی، به گفته جورج فیفر، نقش آمریکا به عنوان پیروز و اشغالگر و احساس شرم و رسوایی بود.  به گفته فیفر، در حالی که احتمالاً هزاران تجاوز وجود داشته‌است، کمتر از ۱۰ تجاوز به‌طور رسمی تا سال ۱۹۴۶ گزارش شد و تقریباً همه آنها به «آسیب شدید بدنی» مرتبط بودند. 
عوامل متعددی در پایان یافتن چند بارداری ناشی از تجاوز جنسی آمریکایی نقش داشتند. بسیاری از زنان به دلیل استرس به‌طور موقت نابارور شده بودند و سوءتغذیه، و برخی که باردار شدند، قبل از بازگشت شوهرانشان سقط جنین کردند. 

### تجاوز جنسی ارتش ژاپن
به گفته توماس هوبر از مرکز تسلیحات ترکیبی ارتش ایالات متحده، سربازان ژاپنی همچنین در طول نبرد با غیرنظامیان اوکیناوا بدرفتاری کردند. هوبر می‌نویسد که تجاوز جنسی توسط سربازان ژاپنی «آزادانه» انجام شده‌است که می‌دانستند به دلیل ممنوعیت ارتش برای تسلیم شدن شانس کمی برای زنده ماندن دارند. این سوء استفاده‌ها به شکاف پس از جنگ بین اوکیناواها و سرزمین اصلی ژاپن کمک کرد. 

### سیاست رسمی آمریکا و انتظارات غیرنظامی ژاپنی
زبان و فرهنگ اوکیناوا که از لحاظ تاریخی تا سال ۱۸۷۹ یک ملت مجزا بوده‌است، از بسیاری جهات با سرزمین اصلی ژاپن متفاوت است، جایی که اغلب با آنها با تبعیض عمل می‌شد و با آنها به همان شیوه برخورد با چینی‌ها و کره‌ای‌ها رفتار می‌شد.
در سال ۱۹۴۴ بمباران هوایی شدید آمریکا در ناها ۱۰۰۰ کشته و ۵۰۰۰۰ بی خانمان و سرپناه در غارها برجای گذاشت، و بمباران نیروی دریایی ایالات متحده نیز به تعداد کشته شدگان اضافه کرد. در طول نبرد اوکیناوا بین ۴۰۰۰۰ تا ۱۵۰۰۰۰ نفر کشته شدند. بازماندگان توسط آمریکایی‌ها در کمپ‌های بازداشت قرار گرفتند.
در طول جنگ، برخی از سربازان ژاپنی با غیرنظامیان اوکیناوا بدرفتاری کردند، به عنوان مثال، غارهایی را که در آن پناه گرفته بودند را تصرف کردند و آنها را به زور بیرون آوردند، و همچنین مستقیماً برخی را کشتند که گمان می‌بردند جاسوسان آمریکا هستند. در طی ماه‌های آخر نبرد ناامیدانه، آنها همچنین قادر به تأمین غذا و دارو برای جمعیت اوکیناوا نبودند.
پروپاگاندای ژاپن در جنگ دوم چین و ژاپن در مورد جنایات آمریکا بسیاری از غیرنظامیان اوکیناوا را به این باور رسانده بود که وقتی آمریکایی‌ها بیایند ابتدا به همه زنان تجاوز کرده و سپس آنها را خواهند کشت. حداقل ۷۰۰ غیرنظامی خودکشی کردند.  سربازان آمریکایی گاهی اوقات عمداً غیرنظامیان اوکیناوا را می‌کشتند، اگرچه سیاست رسمی آمریکا تلاش برای کشتن آنها نبود. آمریکایی‌ها غذا و دارو نیز تهیه کردند، کاری که ژاپنی‌ها قادر به انجام آن نبودند. با توجه به تبلیغاتی که ادعا می‌کرد سیاست آمریکا تجاوز، شکنجه و قتل است، مردم اوکیناوا اغلب از «رفتار نسبتاً انسانی» متعجب می‌شدند.   با گذشت زمان، مردم اوکیناوا به‌طور فزاینده‌ای از آمریکایی‌ها ناامید شدند، اما در زمان تسلیم، سربازان آمریکایی کمتر از آنچه انتظار می‌رفت شرور بودند. 

## پس از جنگ

### انجمن ترس عمومی و تفریح و سرگرمی
در دوره‌ای که هیروهیتو تسلیم ژاپن را اعلام کرد، بسیاری از غیرنظامیان ژاپنی نگران بودند که نیروهای اشغالگر متفقین در هنگام ورود به زنان ژاپنی تجاوز کنند. این ترس‌ها تا حد زیادی ناشی از این نگرانی بود که نیروهای متفقین رفتاری مشابه با نیروهای اشغالگر ژاپنی در چین و اقیانوس آرام از خود نشان دهند.   دولت ژاپن و دولت‌های چندین استان هشدارهایی صادر کردند و توصیه کردند که زنان اقداماتی را برای اجتناب از تماس با نیروهای اشغالگر انجام دهند، مانند ماندن در خانه‌های خود و ماندن با مردان ژاپنی. پلیس در استان کاناگاوا، جایی که انتظار می‌رفت آمریکایی‌ها ابتدا در آنجا فرود بیایند، توصیه کرد که زنان و دختران جوان منطقه را تخلیه کنند. چندین مقام استانی همچنین پیشنهاد کردند که زنان در صورت تهدید به تجاوز یا تجاوز جنسی، خود را بکشند و خواستار «آموزش اخلاقی و معنوی» برای اعمال این دیدگاه شدند. 
در پاسخ، دولت ژاپن انجمن تفریحی و سرگرمی را تأسیس کرد، نوعی روسپی‌خانه برای پاسخگویی به نیروهای متفقین در بدو ورود آنها، اگرچه بیشتر زنان با شغل تن‌فروشی حرفه‌ای به دلیل تأثیر تبلیغات زمان جنگ، تمایلی به داشتن رابطه جنسی با آمریکایی‌ها نداشتند.  برخی از زنانی که داوطلبانه در این فاحشه خانه‌ها کار می‌کردند، ادعا کردند که این کار را انجام دادند زیرا احساس می‌کردند وظیفه دارند از زنان دیگر در برابر نیروهای متفقین محافظت کنند.  این فاحشه خانه‌ها که به‌طور رسمی حمایت می‌شدند در ژانویه ۱۹۴۶ بدستور مقامات اشغالگر فحشا عمومی را ممنوع کردند و در عین حال اعلام کردند که این روسپیگری غیردموکراتیک است و حقوق بشر زنان درگیر را نقض می‌کند، بنابراین دستور تعطیلی این روسپی خانه‌ها داده شد.  بسته شدن فاحشه خانه‌ها چند ماه بعد عملی شد و به‌طور خصوصی اذعان شد که دلیل اصلی تعطیلی فاحشه خانه‌ها افزایش شدید بیماری‌های مقاربتی در میان سربازان بود. 

### تجاوز جنسی توسط نیروهای آمریکایی

#### وقوع

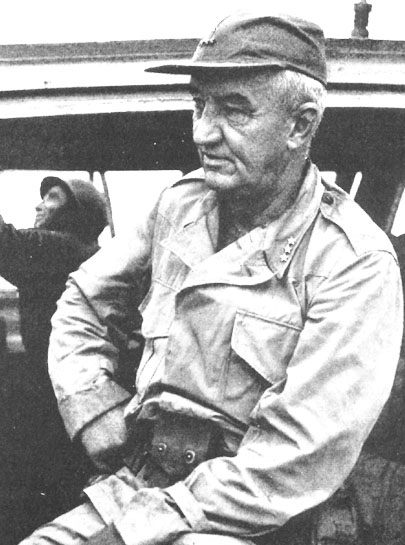
رابرت ال. آیکلبرگر سرکوب گارد خودیاری ژاپنی توسط سربازانش را گزارش کرد.

ارزیابی‌ها دربارهٔ وقوع تجاوز جنسی توسط پرسنل اشغالگر آمریکایی متفاوت است. 
جان دبلیو داور نوشته‌است که در حالی که انجمن تفریحی و سرگرمی وجود داشت، "با توجه به حجم عظیم نیروهای اشغالگر، وقوع تجاوز جنسی نسبتاً کم بود".  داور نوشت: «طبق یک محاسبه، تعداد تجاوزها به زنان ژاپنی در زمانی که انجمن تفریحی و سرگرمی فعال بود روزانه به حدود ۴۰ مورد رسید و پس از پایان یافتن آن در اوایل سال ۱۹۴۶، به‌طور متوسط به ۳۳۰ مورد در روز افزایش یافت. ".  به گفته داور، بیش از چند مورد حمله و تجاوز هرگز به پلیس گزارش نشد. 
بوروما بیان می‌کند که اگرچه به احتمال زیاد بیش از ۴۰ تجاوز در روز رخ می‌داد، «اکثر ژاپنی‌ها متوجه می‌شدند که آمریکایی‌ها بسیار منظم‌تر از آن چیزی هستند که می‌ترسیدند، به ویژه در مقایسه با رفتار سربازان خود در خارج از کشور». 
به گفته ترز سوبودا «تعداد تجاوزهای گزارش شده پس از بسته شدن فاحشه خانه‌ها افزایش یافت» و او این را به عنوان شاهدی بر این می‌داند که ژاپنی‌ها با ارائه روسپی‌ها به سربازان در سرکوب حوادث تجاوز موفق بوده‌اند.  ترز سوبودا مثالی می‌آورد که در آنزمان روسپی خانه‌های انجمن تفریحی و سرگرمی فعال بودند، اما برخی هنوز آماده باز شدن نبودند و «صدها سرباز آمریکایی به دو مورد از این مراکز نفوذ کردند و به همه زنان تجاوز کردند». 
در مقابل، برایان والش بیان می‌کند که در حالی که نیروهای اشغالگر آمریکایی یک عنصر جنایتکار داشتند و تجاوزهای زیادی رخ داده‌است، «هیچ مدرک معتبری دال بر تجاوز دسته جمعی به زنان ژاپنی توسط سربازان آمریکایی در دوران اشغال وجود ندارد» و ادعا می‌کند که این موضوع مورد حمایت قرار نمی‌گیرد. با اسناد موجود  در عوض، او می‌نویسد که هم سوابق سربازان ژاپنی و هم سربازان آمریکایی نشان می‌دهد که تجاوز به عنف غیرمعمول بوده‌است.  والش بیان می‌کند که ۱۱۰۰ مورد خشونت جنسی توسط نیروهای متفقین در طول دوره اشغال گزارش شده‌است، اگرچه این رقم احتمالاً وقوع واقعی را کمتر نشان می‌دهد، زیرا بسیاری از تجاوزها هرگز گزارش نمی‌شوند.  والش خاطرنشان کرده‌است که برآوردهای ارائه شده توسط داور و چندین نفر دیگر به این معنی است که «اشغال ژاپن توسط ایالات متحده یکی از بدترین رخدادهای خشونت جنسی جمعی در تاریخ جهان بوده‌است»، چیزی که توسط مدارم مستند پشتیبانی نمی‌شود. 
به‌طور مشابه، مایکل اس. مولاسکی، پژوهشگر ادبیات و زبان ژاپنی، در مطالعه خود در مورد رمان‌های ژاپنی پس از جنگ و دیگر آثار منتشر شده در نشریات مجله زرد، بیان می‌کند که در حالی که تجاوز به عنف و سایر جنایات خشونت‌آمیز در بندرها دریایی مانند یوکوسوکا و یوکوهاما در طول چند سال اول رواج داشت، طبق گزارش‌های پلیس ژاپن، چند هفته پس از اشغال، تعداد حوادث کمی بعد کاهش یافت و در بقیه دوره اشغال در سرزمین اصلی ژاپن رایج نبود.
تا اینجا وقایع روایت قابل قبول است. سربازان آمریکایی مستقر در خارج از کشور مرتکب آدم‌ربایی، تجاوز جنسی و حتی قتل شدند (و هنوز هم انجام می‌دهند)، اگرچه چنین حوادثی در طول اشغال در سرزمین اصلی ژاپن گسترده نبود. سوابق پلیس ژاپن و مطالعات ژورنالیستی نشان می‌دهد که بیشتر جنایات خشونت‌آمیز توسط در بندرها دریایی مانند یوکوسوکا در چند هفته اول پس از ورود آمریکایی‌ها در سال ۱۹۴۵ رخ داده‌است و پس از آن تعداد به شدت کاهش یافت. است. این سند همچنین به موضوعاتی بسیار مهم برای توجه جدی به روسپیگری در ژاپن پس از جنگ اشاره می‌کند: به عنوان مثال، همکاری پلیس و مقامات پزشکی در اجرای یک رژیم یا نظم و انضباط علیه زنان شاغل در خارج از حوزه، استثمار اقتصادی از زنان، کار زنان از طریق فحشا، و ارزش گذاری پدرسالارانه برای پاکدامنی تا جایی تنظیم می‌شود که قربانیان تجاوز به جز فحشا یا خودکشی، جایگزین کمی ندارند.

#### حوادث
برخی از مورخان بیان می‌کنند که تجاوزهای دسته جمعی در مرحله اولیه اشغال رخ داده‌است. به عنوان مثال، فوجیمه یوکی بیان کرده‌است که ۳۵۰۰ تجاوز در ماه اول پس از فرود نیروهای آمریکایی رخ داده‌است.   تاناکا نقل می‌کند که در یوکوهاما، پایتخت استان، ۱۱۹ تجاوز به عنف شناخته شده در سپتامبر ۱۹۴۵ وجود داشت. در اشغال استان کاناگاوا  والش بیان می‌کند که این رقم از کتاب وحشت‌های پنهان یوکی تاناکا سرچشمه گرفته‌است، و ناشی از اشتباه خواندن ارقام جنایت در منبع آن نویسنده است.  منبع بیان می‌کند که دولت ژاپن ۱۳۲۶ رویداد جنایی از همه نوع مربوط به نیروهای آمریکایی را ثبت کرده‌است که تعداد نامشخصی از آنها تجاوز جنسی بوده‌است. 
مورخان ایجی تاکما و رابرت ریکتز بیان می‌کنند که «وقتی چتربازان آمریکایی در ساپورو فرود آمدند، عیاشی از غارت، خشونت جنسی و نزاع در حالت مستی رخ داد. تجاوزهای گروهی و دیگر جنایات جنسی کم نبودند» و برخی از قربانیان تجاوز خودکشی کردند. 
در مقابل، والش اظهار می‌دارد که در حالی که «موج جنایت مختصری» در مرحله اولیه اشغال وجود داشت، «به‌طور نسبی، تجاوز جنسی کمی» در این دوره وجود گزارش شده‌است. 
به گفته سوبودا، دو رویداد بزرگ تجاوز جنسی توسط یوکی تاناکا در زمانی که فاحشه خانه‌های انجمن تفریحی و سرگرمی در سال ۱۹۴۶ بسته شدند، ثبت شده‌است.
به گفته تاناکا، حدود نیمه شب ۴ آوریل، حدود ۵۰ دستگاه خودروی نظامی و ۳ کامیون به بیمارستان ناکامورا در ناحیه اوموری حمله کردند. آنها در عرض یک ساعت به بیش از ۴۰ بیمار و حدود ۳۷ کارمند زن تجاوز کردند. یکی از زنان مورد تجاوز، نوزادی دو روزه داشت که با انداختن روی زمین کشته شد و برخی از بیماران مردی که سعی در محافظت از زنان داشتند نیز کشته شدند.
به گفته تاناکا، در ۱۱ آوریل، بین ۳۰ تا ۶۰ سرباز آمریکایی خطوط تلفن را به یک بلوک مسکونی در شهر ناگویا قطع کردند، در حالی که همزمان به «بسیاری از دختران و زنان بین ۱۰ تا ۵۵ سال» تجاوز کردند.
ژنرال رابرت ال. آیکلبرگر، فرمانده ارتش هشتم ایالات متحده، گزارش کرد که در یک نمونه زمانی که ژاپنی‌ها برای محافظت از زنان در برابر سربازهای خارج از وظیفه، یک گارد خودیاری تشکیل دادند، ارتش هشتم به خودروهای زرهی در آرایه نبرد دستور داد. خیابان‌ها و رهبران دستگیر شدند و رهبران به حبس‌های طولانی محکوم شدند.  

### تجاوز جنسی توسط نیروهای اشغالگر مشترک المنافع بریتانیا
سربازان استرالیایی، بریتانیایی و نیوزیلندی در ژاپن به عنوان بخشی از نیروهای اشغالگر مشترک المنافع بریتانیا نیز مرتکب تجاوز جنسی شدند. فرمانده گزارش‌های رسمی بیان می‌کند که اعضای نیروهای اشغالگر مشترک المنافع بریتانیا به ارتکاب ۵۷ تجاوز در دوره می ۱۹۴۶ تا دسامبر ۱۹۴۷ و ۲۳ مورد دیگر بین ژانویه ۱۹۴۸ تا سپتامبر ۱۹۵۱ محکوم شدند. هیچ آمار رسمی در مورد وقوع جنایات جدی در طول سه ماه اول در ژاپن (فوریه تا آوریل ۱۹۴۶) در دسترس نیست.  مورخ استرالیایی رابین گرستر ادعا می‌کند که در حالی که آمار رسمی سطح جرایم جدی را در میان اعضای نیروهای اشغالگر مشترک المنافع بریتانیا دست کم می‌گیرد، پلیس ژاپن اغلب گزارش‌هایی را که دریافت می‌کرد به نیروهای اشغالگر مشترک المنافع بریتانیا منتقل نمی‌کرد و جنایات جدی گزارش شده توسط پلیس نظامی نیروهای اشغالگر مشترک المنافع بریتانیا به درستی بررسی می‌شد. پلیس. مجازات‌هایی که برای اعضای نیروهای اشغالگر مشترک المنافع بریتانیا صادر می‌شد، «شدید» نبودند، و مجازات‌هایی که برای استرالیایی‌ها اعمال می‌شد اغلب توسط دادگاه‌های استرالیا تخفیف یا لغو می‌شدند. 
به گفته تاکما و ریکتز:
یک روسپی سابق به یاد می‌آورد که چگونه سربازان استرالیایی، هنگام ورود به کمپ در اوایل سال ۱۹۴۶، زنان جوان را سوار جیپ‌های خود کردند، آنها را به کوه‌ها بردند و سپس به آنها تجاوز کردند. تقریباً هر شب فریاد کمک آنها را می‌شنیدم. چنین رفتاری امری عادی بود، اما اخبار مربوط به فعالیت جنایتکارانه به سرعت توسط نیروهای اشغالگر سرکوب شد.
آلن کلیفتون، افسر استرالیایی که به عنوان مترجم و بازپرس جنایی عمل می‌کرد، نوشت
کنار تخت بیمارستان ایستادم. دختری بیهوش روی آن دراز کشیده بود و موهای بلند مشکی اش روی بالش افتاده بود. یک پزشک و دو پرستار در تلاش بودند تا او را زنده کنند. یک ساعت قبل، بیست سرباز به او تجاوز کردند. ما او را در جایی که رها کرده بود، در یک زمین بایر پیدا کردیم. بیمارستان در هیروشیما بود. او یک دختر ژاپنی بود. آنها سربازان استرالیایی بودند. گریه او قطع شده بود و حالا ساکت بود. تنش شکنجه‌آمیز صورتش از بین رفته بود و پوست قهوه‌ای رنگش صاف و بدون چین و چروک مانند صورت کودکی گریان بود.
کلیفتون در مورد دادگستری استرالیا دربارهٔ تجاوز دیگری که توسط گروهی ورق باز مشاهده شده‌است، می‌نویسد:
در دادگاه نظامی بعدی متهم مجرم شناخته و به ده سال زندان محکوم شد. بر اساس حکومت نظامی، تصمیم دادگاه برای تأیید به استرالیا فرستاده شد. مدتی بعد اسناد با علامت «نقض محکومیت به دلیل ناکافی بودن مدارک» مسترد شد.

### سانسور متفقین رسانه‌های ژاپنی
مقامات اشغالگر آمریکا از ۱۰ سپتامبر ۱۹۴۵ تا پایان اشغال در سال ۱۹۵۲ سانسور گسترده‌ای را بر رسانه‌های ژاپن اعمال کردند،  که شامل ممنوعیت پوشش موضوعات حساس اجتماعی و جنایات جدی توسط اعضای نیروهای اشغالگر بود. 
به گفته ایجی تاکما و رابرت ریکتز، نیروهای اشغالگر متفقین اخبار مربوط به فعالیت‌های جنایتکارانه مانند تجاوز جنسی را سرکوب کردند. در ۱۰ سپتامبر ۱۹۴۵، فرماندهی عالی نیروهای متفقین کدهای پیش از سانسور را صادر کرد که انتشار همه گزارش‌ها و آمارهای «مخالف با اهداف اشغال» را غیرقانونی می‌کرد. 
به گفته ترزا سوبودا، مطبوعات ژاپن دو هفته پس از اشغال موارد تجاوز و غارت را گزارش کردند که دولت اشغالگر با «سانسور سریع تمام رسانه‌ها» به آنها پاسخ داد.  با این حال، والش بیان می‌کند که مطبوعات موارد کمی از تجاوز جنسی را قبل از شروع سانسور گزارش کردند. به عنوان مثال، مقاله نهایی که شامل هرگونه بحث در مورد تجاوز جنسی توسط نیروهای متفقین درروزنامه آساهی (منتشر شده در ۱۱ سپتامبر ۱۹۴۵) بود، بیان کرد که هیچ موردی اتفاق نیفتاده است. 
پس از اشغال، مجلات ژاپنی گزارش‌هایی از تجاوز جنسی توسط سربازان آمریکایی منتشر کردند. 